# Michael Rowland
Michael Vincent Paschal Rowland OFM (ur. 18 marca 1929, zm. 23 września 2012) – biskup diecezji Dundee położonej w RPA. Przyjął święcenia biskupie w wieku 54 lat. Zmarł 23 września 2012 roku.